# Dzjengis Khan
Dzjengis Khan (uitgesproken als [ˈdʒɛŋɡɪs ˈkɑːn]), (Mongools: Чингис хаан, [t͡ʃʰiŋɡɪs xaːŋ]) geboren als Temüjin (Mongools: Тэмүүжин; Temüüzjin), (Turks: Timuçin) (Delüün Boldog (Hentigebergte), 1162 – Yinchuan, 18 augustus 1227) was een Mongools heerser (kan, chan of khan) en veroveraar.
Dzjengis Khan verenigde de Mongoolse stammen en stichtte qua oppervlakte het grootste aaneengesloten imperium in de wereldgeschiedenis. Het strekte zich uit van China tot aan de rivier de Donau. Tijdens de veldtochten onder zijn bewind vonden massale slachtpartijen onder de bevolking van veroverde steden plaats, vooral in Centraal-Azië.
De naam van Dzjengis Khan wordt ook wel geschreven als Genghis Khan (Mongools: Чингис Хаан; uitspraak: /ʧiŋɡis xaːn/). Letterlijk betekent zijn naam "Grote Leider".

## Korte beschrijving
Temüjin volgde zijn vader Yesükhei op als leider van een Mongoolse stam en verenigde later de Mongoolse en Turkse stammen tot een confederatie. Na de onderwerping van vele stammen van Mongolië en het vestigen van zijn hoofdstad in Karakoroem, hield Temüjin een grote vergadering, een khuriltai, waarbij hij de leiding van de Mongolen op zich nam en zijn titel Dzjengis Khan aannam. Hij stelde een gedragscode in, de yasak, en reorganiseerde zijn legers. Hij viel het imperium van de Song-dynastie in Noord-China binnen en had in 1215 het grootste deel van hun grondgebied bezet, waaronder de hoofdstad, Yenching (tegenwoordig Peking). Van 1218 tot 1224 veroverde hij Turkestan en Transoxanië en viel Perzië en Oost-Europa binnen.
Dzjengis Khan regeerde over een van de grootste landrijken die de wereld ooit heeft gekend. Hij stierf tijdens zijn veldtocht tegen de Jurchen en zijn enorme domeinen werden verdeeld onder zijn zonen en kleinzonen. Zijn oorlogen werden gekenmerkt door veel bloedvergieten.
Met zijn vrouw Börte kreeg hij meerdere kinderen, waaronder vier zonen: Jochi, Chagatai, Ögedei en Tolui. Deze zetten de dynastie voort in verschillende delen van het rijk en kregen kinderen. De belangrijkste kleinkinderen van Dzjengis Khan zijn: Batu, Berke, Hulegu, Möngke, Koeblai, Ariq Boke en Güyük. Ook Timoer Lenk beweerde een afstammeling van Dzjengis Khan te zijn. In tegenstelling tot zijn vrouw was hij dat echter niet. In veel landen regeerden nakomelingen van hem nog tot in de 18e, 19e of zelfs 20e eeuw.
Op 6 oktober 2004 ontdekten Japanse en Mongoolse archeologen het waarschijnlijke paleis van Dzjengis Khan, 250 kilometer ten oosten van hoofdstad Ulaanbaatar op de Mongoolse steppe. Het graf zou zich nabij dit paleis bevinden, maar is nog altijd niet gevonden.

## Jeugdjaren
Temüjin werd geboren tussen 1155 en 1167 (meest genoemde jaartallen zijn 1155, 1162 en 1167). Hij was de tweede zoon van Yesükhei, een stammenleider van de Kiyad (enkelvoud: Kiyan). De clan van Yesükhei werd Borjigin genoemd (meervoud: Borjigid). Zijn moeder heette Hoelun en behoorde tot een stam genaamd Olkunut. Temüjin werd vernoemd naar een verslagen rivaliserende leider.
Het vroege leven van Temüjin werd getekend door tal van moeilijkheden. Toen hij negen jaar oud was, huwelijkte zijn vader hem uit. Hij moest bij de familie van zijn toekomstige vrouw wonen tot hij de huwbare leeftijd van 14 zou bereiken. Kort daarna werd zijn vader echter vermoord (vergiftigd) door een naburige stam. Zijn halfbroer Begter werd daarop leider van de stam, totdat deze door Temüjin vermoord werd. De ruzie tussen hen had een gestolen jachtbuit (een gevangen vis) als aanleiding, maar ging in wezen over Begters wens zijn moeder Hoelun te trouwen om de macht definitief in handen te krijgen. Dit was voor Temujin te veel en samen met zijn broer Khasar schoot hij Begter neer.
Temüjins stam, die weigerde door een kind te worden geleid, liet hem en zijn familie na de dood van Yesükhei in de steek, maar nu er ook moord in de familie was gepleegd, werd Temujin vogelvrij verklaard. De daaropvolgende jaren leefden hij en zijn familie als arme nomaden. Ze overleefden hoofdzakelijk door het eten van knaagdieren. Zijn moeder Hoelun leerde hem te overleven in het ruwe klimaat van Mongolië, vooral door gebruik te maken van de hulp van anderen. In zijn latere jaren zou hij deze kennis in de praktijk brengen.
Rond de leeftijd van zestien trouwde Temüjin met Börte uit de stam Konkirat en ontving een mantel van zwart sabelbont als bruidsschat; dit waardevolle stuk kwam hem later goed van pas. Later werd zijn vrouw ontvoerd tijdens een inval door de stam van de Merkieten. Temüjin onderhandelde met zijn vriend en latere rivaal, Jamuka, met een lokale machthebber, Toghril, die hij de mantel aanbood. Toghril hielp hem en werd zijn beschermer en Börte werd bevrijd. De geboorte van het eerste kind van Börte, Jochi, volgde spoedig daarna.
Zelfs op jonge leeftijd toonde Dzjengis Khan een uitzonderlijke volharding en toewijding. Andere stamleiders begonnen zijn charismatische karakter te erkennen. 
Veel hierover kan gelezen worden in de kroniek De geheime geschiedenis van de Mongolen, het belangrijkste Mongoolse literaire werk uit de premoderne periode, dat voor een aanzienlijk deel handelt over de jeugd van Dzjengis Khan. Daarin wordt onder meer de panische angst beschreven die Dzjengis in zijn jeugd had voor honden. Er is daarnaast een passage in het werk die grote twijfel oproept of Yesükhei wel de biologische vader van Dzjengis Khan was. Die passage maakt het aannemelijk dat dit Chiledü geweest zou kunnen zijn, een clanleider van de Merkieten, erfvijanden van de stam waar Dzjengis Khan opgroeide. Een andere passage maakt het op zijn minst waarschijnlijk dat Dzjengis Khan zelf niet de biologische vader geweest kan zijn van Jochi, de oudste zoon van zijn belangrijkste vrouw Börte.

## "Opperste leider"
De sleutel tot het leiderschap van Dzjengis Khan was het verzamelen van loyale en talentvolle mensen om zich heen. Er ontstond een politieke en militaire hiërarchie. Zo was hij uiterst respectvol tegen anderen die aan hem loyaal waren, en het was niet ongewoon voor hem om bevriend te raken met vijandelijke vechters die loyaliteit toonden. Hij maakte zeer duidelijk dat degenen die op een bepaald gebied begaafd waren, allemaal een eerlijke kans kregen om te worden bevorderd.
Dit was in tegenspraak met de gewoonten onder de Mongoolse stammen. Dzjengis Khan scheen niet veel om persoonlijke rijkdom te geven. Hij leefde immers als een nomade. Hij sprak alleen Mongools en kon niet lezen en schrijven. In plaats van persoonlijke rijkdom te vergaren deelde hij de goederen die hij in zijn bezit kreeg bij zijn veroveringen met zijn mensen en allianties. Hij werd daarom gezien als zeer grootmoedige leider. Zijn politieke ideologie stond zwart op wit in zijn geschreven wet: de "Yasa". Hij wees zijn zoon Chagatai Khan aan als de persoon die de gerechtelijke besluiten betreffende Yasa moest treffen. Deze stond bekend als een zeer loyaal verdediger van Dzjengis Khan en zijn beleid.
Dzjengis Khan geloofde in meritocratie, leiders die werden gekozen op grond van prestaties en capaciteiten. Dit in tegenstelling tot de Mongoolse aristocratie waar leiderschap erfelijk was. Deze filosofie kreeg duidelijk gestalte bij de opbouw van zijn imperium, vooral bij de selectie van overheidsfunctionarissen en bevelhebbers voor zijn veldslagen. Hij was zich als geen ander bewust van het belang van het verbreiden van zijn ideeën en de invloed van de geschreven taal. Hij was bereid om te zorgen voor vreedzame handel en ontwikkeling door de politieke stabiliteit op de zijderoute veilig te stellen. Hij creëerde handelsroutes die eerder door heersers en stammenleiders werden geblokkeerd. Hij verbood alle vormen van marteling en vernedering in het imperium (dit verbod was een loos gebaar, zo zou uit de latere daden van Dzjengis Khan blijken).
Dzjengis Khan geloofde in het belang van kunst en wetenschappen. Leraren, artsen en intellectuelen werden vrijgesteld van belastingen en hij integreerde talentvolle mensen uit China in het Mongoolse Rijk. Dzjengis Khan vervolgde nooit iemand op godsdienstige gronden en geloofde in de politieke en militaire macht als gevolg van vrijheid van godsdienst in zijn imperium. Toen hij een veldslag voerde tegen de shah van het Chorasmische Rijk, werd dit door de andere moslimleiders gezien als een niet-heilige oorlog tussen twee moslims. Zo zorgde Dzjengis Khan ervoor dat de andere moslims zich niet tegen hem gingen keren uit naam van de godsdienst.
Dzjengis Khan was zich als geen ander bewust van wat anderen (tegenstanders) van hem dachten. Hij probeerde zijn vijanden zeer goed in de gaten te houden om zo op de hoogte te blijven van mogelijke tactieken.
Dzjengis Khan en zijn mensen beschouwden zich als het centrum en grootste van het heelal. Zij beschouwden ook het succes van Dzjengis Khan in conflicten als bewijs dat zij door de goden werden gesteund. Dzjengis Khan en de Mongolen waren zeer loyaal aan hun goden en hun normen en waarden waren zeer stevig in het Rijk opgenomen.
Dzjengis Khan, die in zijn jeugd vele ontberingen had meegemaakt, handhaafde zijn nomadische manier van leven. Hij bracht de sobere levensstijl over op zijn stamgenoten. Dzjengis Khan was godsdienstig en de Mongolen respecteerden in gelijke mate de "Eeuwige Blauwe Hemel" (Munkh Huh Tenger) en de berg in centraal Mongolië, "Burhan Haldun Uul", waar hij vaak vóór veldslagen bad.
Zoals Dzjengis Khan het zelf zei:
"Ik draag dezelfde kleding en eet hetzelfde voedsel als koeienherders en paardenherders. Wij brengen dezelfde offers en wij delen onze rijkdom. Ik kijk naar de natie als een pasgeboren kind en ik geef om mijn militairen alsof zij mijn broeders zijn."

## Vereniging van stammen

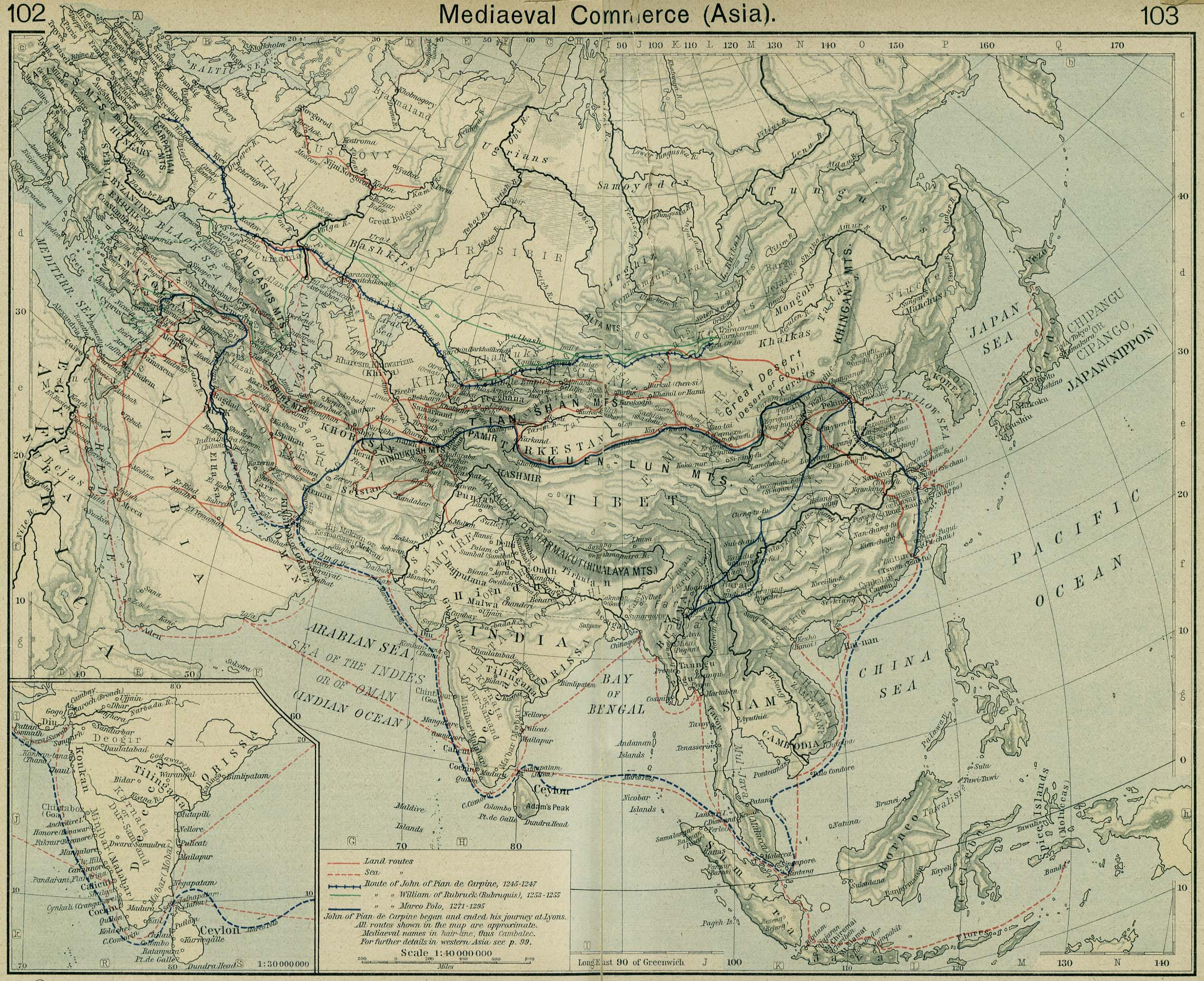
Historische handelskaart van Azië

Temüjin kwam aan de macht dankzij zijn vriend Toghril, een lokale leider. Hij sloot zich aan bij de Keiraïten, een Mongoolse stam die door Wang Khan (de titel van zijn beschermer Tohgril) werd geleid. Na succesvolle veldtochten tegen de Tatar werd Temüjin benoemd tot erfgenaam van Wang Khan. Dit leidde tot bitterheid van Senggum, de eerdere gedoodverfde erfgenaam van Wang, die het plan opvatte om Temüjin te vermoorden. Temüjin wist van de bedoelingen van Senggum en een grote burgeroorlog brak uit onder de Mongolen. Uiteindelijk versloeg Temüjin Senggum en volgde Wang Khan op. Temüjin stelde een geschreven code van wetten op voor de Mongolen, genaamd de "Yasa", en hij eiste dat deze zeer strikt werd gevolgd.
Temüjin viel ook andere stammen aan en vergrootte zijn macht. Door diplomatie, organisatie, militaire capaciteit en wreedheid tegen zijn medeburgers te combineren, slaagde Temüjin er definitief in om de stammen tot één enkele natie te verenigen (een monumentale prestatie voor de Mongolen, die een lange geschiedenis van stamgeschillen hadden).
Dzjengis Khan scheen een symbolische betekenis aan de naam Mongolië toe te wijzen. Zo was het niet ongewoon voor Dzjengis Khan om naar een persoon te verwijzen als "Mongools" nadat diegene zich waardig had getoond. De term werd niet uitsluitend gebaseerd op het behoren tot een bepaald ras.
Veel stammen traden vrijwillig tot het rijk van Dzjengis Khan toe. Dat gaf hun het voordeel van een sterke leiding, eenheid en een goed moreel alsook het opbouwen van verfijnd sociaal en economisch systeem.

## Stichting van een imperium
In 1206 had Temüjin met succes de vroeger versplinterde stammen van wat nu Mongolië is verenigd, en in de Khuriltai (een raad van Mongoolse leiders) kreeg hij de titel "Dzjengis Khan" (heerser van de wereld; andere spellingen van zijn naam zijn Jenghis Khan, Djengis Khan, Genghis Khan en Chingis Khan). Hij zette de lange Mongoolse traditie van aanvallen op China voort, met meer succes dan tot dan toe gebruikelijk, aangezien hij een krachtige militaire machine had opgebouwd.
Als grote Kan, gebruikte hij het militaire systeem van de Hunnen dat op het decimale systeem was gebaseerd. De legers werden in groepen van 10, 100, 1000 of 10.000 soldaten verdeeld. De soldaten in het leger namen hun families en hun paarden met zich mee. Elke ruiter had twee tot vijf paarden, zodat er altijd goede en fitte transportmiddelen beschikbaar waren. Aan het begin van zijn militaire veldtochten had Dzjengis Khan de beschikking over niet meer dan 25.000 militairen.

### China

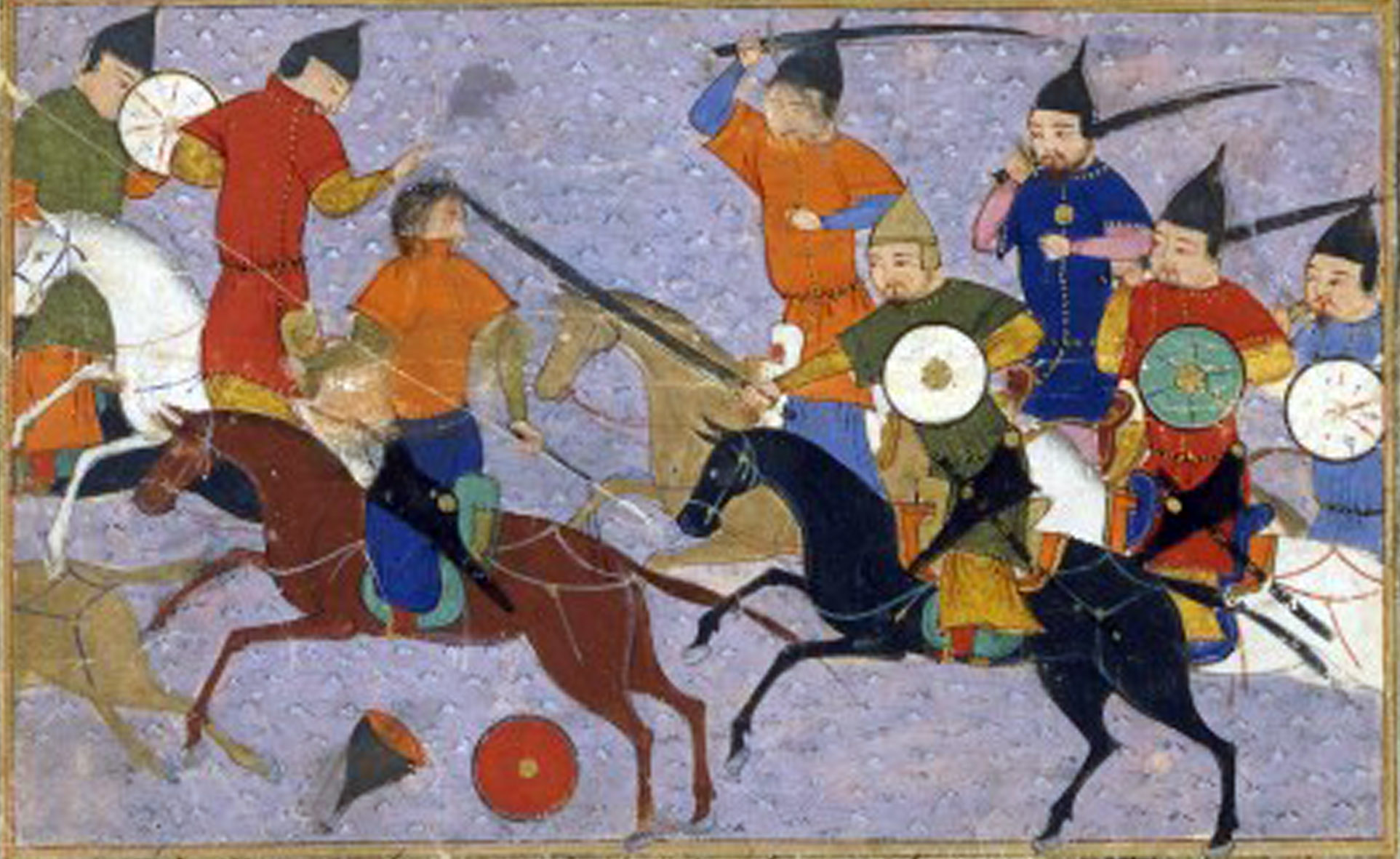
Veldslag tussen Mongolen en Han-Chinezen in 1211. Illustratie uit de Jami' al-tawarikh van de Perzische historicus Rashid al-Din

Tijdens de periode van Khuriltai raakte Dzjengis Khan verwikkeld in een geschil met de Westelijke Xia. Dit  was de eerste van zijn veroveringsoorlogen. Deze slaagde ondanks problemen bij de goed verdedigde westelijke steden van de Xia. In 1209, toen de vrede met de Westelijke Xia werd getekend, had hij in feite de heerschappij van westelijk Xia veroverd.
Een belangrijk doel van Dzjengis Khan was de verovering van Jin (China). Hij verklaarde de oorlog in 1211. Dzjengis Khan had toen slechts 150.000 mensen tot zijn beschikking en een totale bevolking van 700.000, terwijl het Chinese leger meer dan 2 miljoen mensen (misschien 3-5 miljoen) had en de Chinese bevolking bestond uit meer dan 80 miljoen mensen. De Mongolen waren superieur op open terrein, maar het lukte hen niet de goed bewaakte steden over te nemen. Op hun typisch logische manier bestudeerden Dzjengis Khan en zijn hoogontwikkeld personeel de problemen bij de aanval van vestingwerken. Met behulp van Chinese ingenieurs, die door Dzjengis Khan gevangen waren genomen, ontwikkelden zij geleidelijk aan technieken die hen uiteindelijk de succesvolste belegeraars in de geschiedenis van de oorlogvoering zouden maken.
Als gevolg van een aantal overweldigende overwinningen in het gebied en een paar veroveringen van vestingwerken diep binnen China, had Dzjengis Khan het grondgebied van Jin zuidwaarts tot aan de Grote Muur van China veroverd en geconsolideerd in 1213. Hij viel de Grote Muur niet aan, maar trok er omheen. Hij ging toen met drie legers verder in het hart van het grondgebied van Jin, tussen de Grote Muur en de Gele Rivier. Hoewel Dzjengis Khan slechts een leger van 75.000 man commandeerde, versloeg hij de troepen van Jin, die uit ongeveer 600.000 man bestonden. Hij verwoestte noordelijk China, nam talrijke steden in, en in 1215 belegerde hij de hoofdstad Yanjing (het tegenwoordige Peking). De Jin-keizer, Xuan Zong, weigerde zijn hoofdstad over te dragen. Zijn opvolgers werden definitief verslagen, maar dit gebeurde pas in 1234.

### Centraal-Azië
Spoedig breidde het rijk zich ook naar het westen uit. Tegen die tijd raakte het Mongoolse leger echter uitgeput na tien jaar van ononderbroken veldslagen tegen de Westerse Xia en Jin. Daarom zond Dzjengis Khan slechts kleine groepen strijders naar het westelijke gebied. In 1218 had de Mongoolse staat zich naar het westen uitgebreid tot aan het Balkasjmeer en grensde aan Chorasmië, een Turks-Perzisch, islamitisch gebied, dat in het westen aan de Kaspische Zee lag en in het zuiden aan de Perzische Golf en de Arabische Zee.
In 1218 stuurde Dzjengis Khan gezanten naar de stad Otrar in het oosten van Chorasmië, met de bedoeling om mogelijke handel met het Chorasmische Rijk te bespreken. De gouverneur van de provincie doodde hen en zond hun hoofden terug. Dzjengis Khan nam met een leger van 200.000 man wraak. De Mongolen veroverden snel de stad Otrar en executeerden de gouverneur door gesmolten zilver in zijn oren en ogen te gieten.
Op dit punt (1219) besloten de Mongoolse domeinen van Dzjengis Khan dat hun rijk in de moslimwereld verder uitgebreid moest worden. Mongoolse horden trokken systematisch door de hoofdsteden van Chorasmië (Buchara, Samarkand en Balkh). Het was een ongelijke strijd. De Chorasmiërs konden zich niet weren tegen de veel snellere en wendbare Mongoolse horden. Uiteindelijk pleegde de sjah zelfmoord in 1220. Het Chorasmische Rijk kwam daarmee ten einde.
Nu verdeelden de Mongolen hun legers. Dzjengis Khan leidde een afdeling tijdens een inval in Afghanistan en noordelijk India, terwijl een ander contingent dat door Subedei werd geleid door de Kaukasus en Rusland marcheerde. Geen van beide veldtochten voegde grondgebied aan het imperium toe, maar de Mongolen plunderden steden en versloegen alle legers die tegenstand boden. In 1225 keerden beide afdelingen naar Mongolië terug.
Deze invasies voegden Transoxanië en Perzië aan een reeds reusachtig imperium toe en vestigden de reputatie van Dzjengis Khan als bloeddorstige strijder. Zijn legers doodden, vernietigden en plunderden zonder genade alles wat weerstand bood. Zij gebruikten burgers als menselijke schilden en slachtten vaak systematisch alle overlevenden na hun invallen af als zij zich niet overgaven (behalve kunstenaars, schrijvers en taalspecialisten, die konden immers als krijgsgevangenen goed van pas komen).

### Europa
Terwijl Dzjengis Khan zijn krachten in Perzië en Armenië bundelde, drongen 40.000 van zijn manschappen diep in Armenië en Azerbeidzjan door. Daar vermoordde Dzjengis Khan Georgische kruisvaarders, nam een Genovese handelsvesting op de Krim in en verbleef in de winter dicht bij de Zwarte Zee. Dzjengis Khan kwam daar in aanvaring met Mstislav III van Kiev en zijn 80.000 man; de Slag aan de Kalka volgde in 1223. Alweer wonnen troepen van Dzjengis Khan de strijd.
Batu Khan, kleinzoon van Dzjengis en zijn begaafdste familielid, veroverde met zijn troepen in oostelijk en Midden-Europa Polen en Hongarije. Zijn tegenstanders werden door de ridders van de Duitse Orde gesteund. De Slag bij Legnica volgde in 1241 waar de Mongolen het statische Pools/Duitse leger afmatte en versloeg. Desalniettemin drongen de Mongolen niet verder op naar het westen en trokken zich terug naar het Oosten.

## Laatste veldtocht

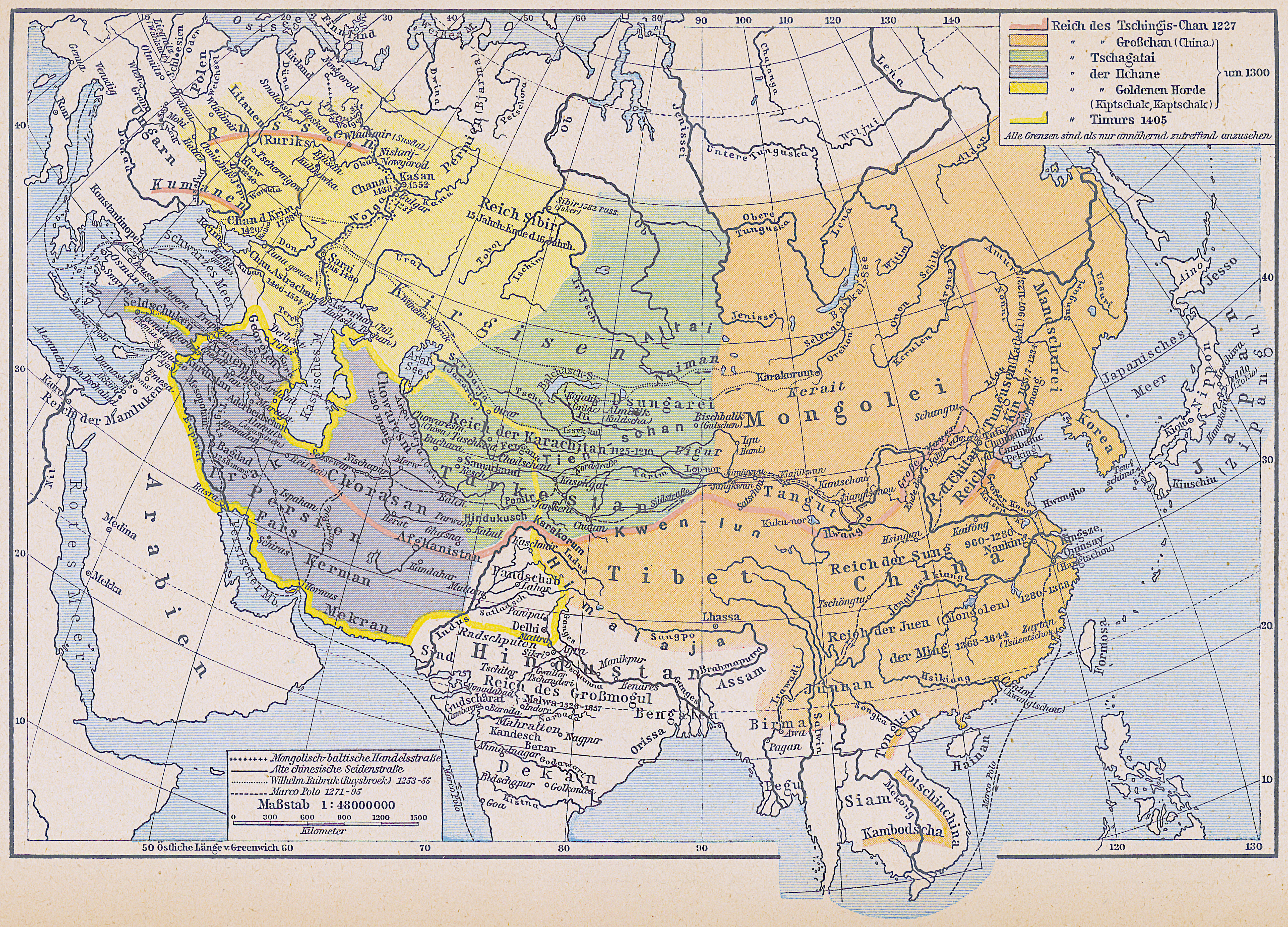
Het Mongoolse wereldrijk in 1227

De onderworpen keizer van de Westelijke Xia had geweigerd om aan de oorlog tegen de Chorasmiërs deel te nemen. Terwijl hij in Iran was, hadden de Westelijke Xia en Jin een alliantie tegen de Mongolen gevormd. Dzjengis Khan was op de hoogte van de plannen en trof, na een tijd rust en reorganisatie van zijn legers, voorbereidingen voor oorlog tegen zijn vijanden.
Tegen die tijd was Dzjengis ook voorbereidingen aan het treffen voor zijn opvolging. Hij selecteerde zijn tweede zoon Ögedei als zijn opvolger. Ondertussen bestudeerde hij rapporten van de Westelijke Xia en Jin en bracht een leger van 180.000 man op de been voor een nieuwe veldtocht.
In 1226 viel Dzjengis Khan de Tanguten aan (Westelijke Xia). In februari nam Dzjengis Khan de steden Heisui, Gan-Zhou en Su-Zhou in en in de herfst nam hij Xiliang in. Een generaal van de Westelijke Xia daagde de Mongolen uit voor een veldslag dicht bij de berg Helanshan. (Helan betekent 'groot paard' in noordelijk dialect.) De legers van de Westelijke Xia werden verslagen. In november belegerden zijn troepen de stad Tangut, kruisten de Gele Rivier en versloegen het Tangut hulpleger. Dzjengis Khan zag naar verluidt vijf sterren die in een lijn aan de hemel stonden. Hij vatte dit op als een voorteken.
In 1227 viel Dzjengis Khan de hoofdstad van de Tanguten aan, en in februari nam hij Lintiao in. In maart veroverde hij de prefecturen Xining en Xindu, en in april kwam de prefectuur Deshun in zijn handen. In Deshun verzetten de Westelijke Xia zich onder generaal Ma Jianlong dagenlang tegen de Mongolen. Ma Jianlong stierf later na met pijlen te zijn beschoten. Dzjengis Khan ging, na het veroveren van Deshun, naar de berg Liupanshan (provincie Qingshui/Gansu) om daar een schuilplaats te zoeken in de hete zomer. Op die berg verklaarde hij aan zijn kameraden in een beroemde toespraak dat hij één jaar daarvoor vijf sterren in één lijn had gezien en dat de Mongolen geen mensen in het wilde weg moesten doden.
De nieuwe keizer van de Westelijke Xia die door de Mongolen werd aangevallen, gaf zich spoedig aan hen over. Tanguten gaf zich officieel in 1227 over, na 190 jaar te hebben bestaan, van 1038 tot 1227. De Mongolen doodden de keizer van de Tanguten en zijn koninklijke familieleden.

## Voorbereiding voor opvolging
Toen het einde naderde van het leven van de Grote Khan, begonnen zijn nakomelingen te kibbelen over wie zijn opvolger moest worden als hij zou sterven. Om het geschil te beëindigen, verkoos Dzjengis Khan zijn tweede zoon Ogedei als volgende Grote Khan. In 1229 kozen de Mongoolse Kurultai formeel Ögedei als volgende Grote Khan van het Mongoolse Rijk.
Vlak voor zijn dood verdeelde Dzjengis Khan zijn imperium onder zijn vier zonen. Jochi was de oudste zoon en was reeds overleden, maar het was onzeker of hij een biologische zoon van Dzjengis Khan was. Dit verhinderde de mogelijkheid dat kinderen van Jochi eventueel Dzjengis Khan zouden opvolgen. De zonen van Jochi kregen diens erfdeel: Batu kreeg de Blauwe Horde, en Orda, de Witte Horde. Later zouden deze twee samen de Gouden Horde gaan volgen. Chagatai was de derde zoon van Dzjengis. Hij werd beschouwd als een heethoofd, en kreeg Centraal-Azië en noordelijk Iran toegewezen, waar hij betrekkelijk weinig kwaad kon, maar ook weinig invloed had. De tweede zoon Ögedei werd benoemd tot Grote Khan en kreeg China toegewezen. Tolui, de jongste zoon, kreeg gezag over het Mongoolse geboorteland.
Op zijn sterfbed in 1227 schetste Dzjengis Khan aan zijn jongste zoon, Tolui, de plannen die later door zijn opvolgers werden gebruikt om de vernietiging van het rijk van Jin te voltooien.

## Dood
Op zijn laatste veldtocht tegen de Westelijke Xia stierf Dzjengis Khan op 18 augustus 1227. De doodsoorzaak is niet zeker. Er zijn diverse speculaties in omloop, waaronder een val van zijn paard en dood door ouderdom. Een andere theorie is dat hij zou zijn gedood door zijn tegenstanders (met name de Tanguten worden in deze context genoemd).
Nadat hij was gestorven, werd zijn lichaam teruggegeven aan Mongolië. De escorte van zijn aanhangers doodde op de terugreis iedereen die hun weg kruiste. Het is niet bekend waar hij uiteindelijk te ruste is gelegd. Bij zijn geheime begrafenis zou er volgens een Chinese tekst een babykameel in het graf van Dzjengis Khan zijn begraven, zodat de moeder de weg kon vinden naar het graf. Het Mausoleum van Dzjengis Khan is zijn gedenkteken, maar niet zijn begraafplaats. Op 6 oktober 2004 is er een zogenaamde ontdekking van het "paleis van Dzjengis Khan" geweest die een ontdekking van zijn begraafplaats waarschijnlijk maakt.

## Y-chromosoom
Een internationale groep van genetici publiceerde in 2003 een studie waarbij ze de genetische samenstelling van bevolkingsgroepen in Azië gaven. Het blijkt dat in het Y-chromosoom, dat van vader op zoon vrijwel ongewijzigd wordt doorgegeven, een karakteristiek stuk (marker) gevonden kan worden, dat bij 8 procent van de mannen van het voormalige Mongoolse rijk voorkomt. Dat komt overeen met 0,5% van de mannelijke wereldbevolking, of met 16 miljoen mensen vandaag de dag in Centraal-Azië. Deze marker begon zijn uitzonderlijk succesvolle verspreiding ongeveer 1000 jaar geleden, dus dat komt overeen met de veroveringen van Dzjengis Khan.
Een sterke aanwijzing vormt ook dat deze marker veel voorkomt bij mannen van de Hazara stam in Afghanistan en Pakistan, die volgens hun traditie afstammen van de Mongoolse strijders.
In publicaties hierover wordt Dzjengis Khan "the most prolific lover" aller tijden genoemd. Of het Y-chromosoom van Dzjengis Khan zelf voor deze uitbarsting verantwoordelijk was, zal pas duidelijk worden als ooit zijn overblijfselen gevonden en onderzocht kunnen worden.
Het is bekend dat alleen al zijn oudste zoon Jochi 40 zonen had. Documenten uit die tijd melden dat het verkrachten van overwonnen vrouwen tot de normale beloning van de soldaat behoorde, maar dat de Khan de eerste keus had. Zijn kleinzoon Koeblai Khan, die de Yuan Dynastie stichtte in China, had 22 legale zonen en naar zeggen voegde hij elk jaar 30 maagden aan zijn harem toe.